# Metz (Virginie-Occidentale)
Pour les articles homonymes, voir Metz (homonymie).
Metz est une zone non incorporée du Comté de Marion en Virginie-Occidentale.

## Histoire
Metz a été fondée par Jacob Metz au début des années 1800, dans ce qui était l'État de Virginie (avant la séparation de la Virginie et de la Virginie-Occidentale pendant la Guerre de Sécession). Le village de Metz est d'abord connu sous le nom de Bee Hive Station (« station des ruches ») car Jacob y possède de nombreuses ruches. 
En 1850, des représentants de la Baltimore and Ohio Railroad cherchent à acheter des terres permettant le passage d'une voie ferrée. Jacob accepte la vente à condition qu'une gare soit construite et qu'il puisse choisir son nom, la ville devient Metz Crossing, ensuite été raccourci en Metz.